# Anna Plothow
Anna Plothow (geb. Anna Schwerdt, Berlijn, 4 februari 1853 - aldaar, 17 december 1924) was een Duitse feministe, sociaal activiste en schrijfster.
Anna Schwerdt werd opgeleid in de handschoenfabriek van haar vader en nam na diens dood voor vier jaar de leiding van de fabriek over.
In 1883 trouwde ze met de componist Paul Plothow, die een jaar later stierf. In die tijd begon ze met schrijven. Ze was de eerste vrouw in de redactie van het Berliner Tageblatt. Daarnaast was ze actief in de vrouwenbeweging, richtte het kinderdagverblijf "Mädchenhort" en andere sociale instellingen op, waaronder een bemiddelingsbureau zonder winstoogmerk voor dienstbodes. Ook was ze medeoprichtster van de Berliner Frauenclub e.V. 1900.
Ze stierf op 71-jarige leeftijd aan een longontsteking.

## Publicaties (selectie)
- Das Buch der Frau. Ein Ratgeber für die deutsche Frau. Reisner: Leipzig 1901
- Märkische Skizzen. Schall & Rentel: Berlin 1905
- Die Begründerinnen der deutschen Frauenbewegung. Rothbarth: Leipzig 1907
- Heideprinzesschen und andere Märchen für kleine und große Kinder. Enßlin & Laiblin: Reutlingen 1912
- Soziale Erziehung. in: Das Pfadfinderbuch für junge Mädchen. Hrsg.: Elise v. Hopffgarten. Verlag der Ärztlichen Rundschau Otto Gmelin "Pfadfinderverlag": München 1912
- Tanzelfchen und andere Märchen. Seybold: München 1921

- Gemeinsame Normdatei: 117687448
- International Standard Name Identifier: 0000 0000 9096 7856
- Library of Congress Control Number: no2010167766
- Nationale Bibliotheek van Israël: 987007590175005171
- Virtual International Authority File: 132952511
- WorldCat: E39PBJt3THMfvyY7KtrW8Hc9Dq